# Please Teacher (1937)
Please Teacher (lit. em português: Por Favor, Professor!) é um filme de comédia musical britânico de 1937, baseado em uma peça de KGR Browne, Bert Lee e R. P. Weston. O Roteiro foi adaptado por Stafford Dickens, que também dirigiu o filme. O elenco inclui Bobby Howes, René Ray e Wylie Watson.